# Tom Sojer
Tom Sojer je glavni lik iz romana Marka Tvena, iz knjige „Pustolovine Toma Sojera“.

## Opis
Tom Sojer je nestašni dvanaestogodišnji dečak bez roditelja, koji živi sa svojom tetkom Poli, malim polubratom Sidom i jednim rođakom u malom provincijskom gradiću Sent Pitersburgu. Ima kovrdžavu, smeđu kosu i plave oči. Ne voli da ide u školu jer treba rano da ustaje, mora da se češlja i lepo obuče, a obično je raščupan i obučen u dronjke. Čistu i novu odeću naziva „one druge haljine”. Zaljubljen je u Rebeku (Beki) Tačer, kćerku okružnog sudije gospodina Tačera. Poznat je po svojim pustolovinama i nestašlucima na obali reke Misisipi u SAD. Najbolji prijatelj mu je Haklberi Fin.
Tom je veoma preduzimljiv i snalažljiv. Na primer, dobivši da za kaznu ofarba dugačku tarabu, uspeo je da okrene stvar tako, da tarabu ofarbaju drugi dečaci, i to plativši za pravo da učestvuju u tako privlačnom poslu raznovrsnim „dobrima“ - neko jabukom, neko mrtvim pacovom, neko parčetom drombulje. Isto tako, uspeo je da dobije Bibliju kao nagradu za odlično poznavanje njenog sadržaja, iako zapravo ne zna ni retka iz nje. Namagarčiti nekoga, smisliti nešto neobično - to je pravi Tomov život.
Tom Sojer se upušta u ljubavne avanture, priređuje igre Indijanaca, gusara, razbojnika. Sposoban je i za herojska dela. Na primer, kada uzima na sebe krivicu Beki Tačer i umesto nje dobija batine od učitelja. On je dete svog vremena i svog grada, koje je naviklo da vodi dvostruki život. Ako treba, u stanju je i da izgleda kao dečko iz fine porodice, shvatajući da tako čine svi.
U Srbiji je serijal o Tomu Sojeru deo lektire za osnovnu školu. Objavljen stotinak puta na srpskom u knjigama i slikovnicama, a prvi put u knjigama Toma Sojera: njegovi doživljaji i nestašluci: pripovesti iz đačkog života u Americi (Novi Sad, 1926) i Doživljaji Fina Haklberi (Beograd, 1933).

## Bibliografija
- Doživljaji Toma Sojera (The Adventures of Tom Sawyer), 1876, kod nas prevođeno još i kao Pustolovine Toma Sojera, Avanture Toma Sojera, Tom Sojer...
- Pustolovine Haklberi Fina (Adventures of Huckleberry Finn), 1884.
- Tom Sojer u inostranstvu (Tom Sawyer Abroad), 1894.
- Tom Sojer kao detektiv (Tom Sawyer, Detective), 1896.
- Hak Fin i Tom Sojer među Indijancima (Huck Finn and Tom Sawyer Among the Indians) – nezavršeno
- Zavera Toma Sojera (Tom Sawyer's Conspiracy) – nezavršeno

## Tom Sojer na filmu
Lik Toma Sojera je nekoliko puta postavljen i na filmsko platno. Najpoznatiji filmovi su iz 1938. god u režiji Normana Tauroga " Avanture Toma Sojera" sa Tomom Kelijem u glavnoj ulozi i 1973. godine u režiji Dona Tejlora film "Tom Sojer" sa Džonijem Vitekerom u glavnoj ulozi.

## Zanimljivosti
Doživljaji Toma Sojera su objavljeni prvi put 1876. godine.
Mark Tven je u lik Toma Sojera ugradio deo svoje ličnosti. Roman je nastao pod neposrednim uticajem piščevih uspomena provedenih u mestu Hanibal, na reci Misisipi.
Kakvu popularnost je uživao u Americi njegov tvorac Mark Tven najbolje govori podatak da je dan njegove smrti bio dan žalosti celog naroda, a dan rođenja proglašen za nacionalni praznik Amerike.

## Spoljašnje veze
- Ko je bio pravi Tom Sojer („Politika“, 7. oktobar 2012)
- Sabrana dela Marka Tvena u originalu (језик: енглески)